# Koło Marek
Koło Marek, Marecki Rower Miejski – system samoobsługowych wypożyczalni rowerów miejskich, organizowany przez Urząd Miasta w Markach od 3 października 2018. System kompatybilny jest z systemem Veturilo oraz innymi systemami w Aglomeracji Warszawskiej.

## Opis
Głównymi inicjatorami powstania systemu wypożyczalni rowerów byli radni oraz mieszkańcy, którzy poprzez konsultacje sami określili wielkość sieci i lokalizacja stacji. W wyniku ogłoszonego przetargu Urząd Miasta Marki wyłonił firmę Nextbike, która zawarła umowę na obsługę do listopada 2021. Sieć liczy 5 stacji, które zlokalizowane są w al. Piłsudskiego pod wiaduktem trasy S8, przed Urzędem Miasta, na rogach Piłsudskiego i Wspólnej oraz Piłsudskiego i Legionowej oraz przy pętli autobusowej na ul. Legionowej w Markach. W dalszych latach planowany jest jednak gruntowny rozwój sieci wypożyczalni wraz z siatką infrastruktury rowerowej.